# The Cub (film 1915)
The Cub è un film del 1915, diretto da Maurice Tourneur, basato sulla commedia omonima di Thompson Buchanan che era andata in scena nel 1910 al Collier's Comedy Theatre di Broadway (New York), sempre prodotta da William A. Brady, e con Douglas Fairbanks come protagonista.

## Trama
Si è riaperta la faida fra la famiglia dei Renlow e quella dei White, nelle montagne della Virginia. Il direttore di un quotidiano cittadino decide di mandare sul posto, per coprire l'avvenimento, un giovane redattore inesperto, Steve Oldham. Al suo arrivo egli rimane sorpreso dai rustici ed inusitati costumi degli abitanti del posto, e invischiato a vario modo nei due schieramenti contrapposti, ognuno dei quali cerca di attrarlo dal proprio lato della diatriba armata. Fa la conoscenza di Alice - maestra di scuola, figlia di Jim Renlow, il capofamiglia – con la quale comincia a svilupparsi un rapporto, e di Peggy, la frivola figlia del capitano White – figura, quest'ultima, di riferimento per la dinastia rivale. In breve Steve si sente incapace di far fronte alla situazione, e manda un oscuro messaggio di aiuto al direttore del giornale.
I Renlow e i White usano periodicamente organizzare un "ballo della tregua" – al termine del quale la tregua viene regolarmente interrotta -: ad uno di essi, Steve, esasperato dalle insistenze di Peggy, per tenerla a bada in qualche modo, le assesta un innocente e cursorio bacio. Ma, secondo la filosofia e le tradizioni dei White, questo significa che Steve è ora il promesso sposo di Peggy. Quando Steve cerca di sottrarsi a questo destino, i White intendono la cosa come un tradimento: imprigionano il redattore in una delle loro case e lo sentenziano a morte, da essere inflitta all'alba.
Accorrono Alice Renlow e il padre Jim, per liberarlo, e si barricano nella casa, mentre i White, all'esterno, iniziano un assedio. Gli altri Renlow si presentano in assetto di guerra, e gli scontri intorno alla casa in cui si sono asserragliati Alice, Jim e Steve diventano incontrollabili. Hanno fine solo quando un manipolo della cavalleria interviene, mandato dal direttore del giornale, mentre il capitano White, che non vuole essere preso vivo dai rivali, si fa saltare in aria, provocando un'esplosione all'interno di un caseggiato contiguo.
Insieme alla cavalleria era giunto anche il direttore del quotidiano, che, quando è apparentemente ritornata la calma, notifica a Steve il suo licenziamento dalla testata. Steve si consola pensando che ora potrà liberamente dar corso alla sua storia d'amore con Alice, insieme alla quale si allontana.
Ma la calma è solo apparente, e la tradizionale sanguinosa contrapposizione solo molto momentaneamente sopita: esponenti dei White, armati, circondano il direttore del giornale, cercando di acquisirlo alla propria fazione, come avevano fatto prima i due schieramenti con Steve. La faida continua.

## Produzione
Il film è una parodia della famosa faida Hatfield-McCoy che ha imperversato prevalentemente fra il 1865 e il 1891 coinvolgendo le due famiglie, al confine fra la West Virginia e il Kentucky
Gli interni sono stati girati ai Peerless Pictures Studios di Fort Lee (New Jersey); le riprese esterne sono state realizzate nella vicina zona di Bear Mountain. Si tratta dell'unica apparizione cinematografica dell'attrice teatrale Martha Hedman. Il protagonista maschile, Johnny Hines, aveva girato, in quegli anni, diversi film col regista Maurice Tourneur, quali The Wishing Ring: An Idyll of Old England, del 1914 e Alias Jimmy Valentine del 1915. Dorothy Farnum, più nota come sceneggiatrice, ha recitato in due soli film: oltre a The Cub, in Over Night, di James Young, sempre del 1915.
La pellicola, per l'uscita statunitense, consisteva di 5 rulli, per una lunghezza complessiva di 1500 metri. Una copia positiva della pellicola, in formato 35mm, è conservata presso la George Eastman House di Rochester (stato di New York).
Il film è stato restaurato dalla Biblioteca del Congresso in collaborazione con l'American Film Institute e la Library and Archives Canada.

## Distribuzione
Distribuito dalla World Film Company, il film è uscito nelle sale cinematografiche statunitensi il 19 luglio 1915.
The Cub è uscito in DVD e VHS nel 2005 a cura della Great Lakes Cinephile Society, masterizzato a partire dalla pellicola positiva 35mm restaurata, dotato di una colonna sonora di Philip Carli e con didascalie inglesi, senza sottotitoli. Il film è visionabile sulla piattaforma YouTube.

## Accoglienza
Il redattore di Variety, il 23 luglio 1915, commenta: "La signorina Hedman si rivelerebbe un'importante aggiunta alla numerosa accolita degli attori cinematografici, perché, oltre a possedere il fascino naturale e la bellezza che sono gli elementi essenziali di un'attrice di cinema, è anche un'artista di consumata abilità. Il film è introdotto da una veduta delle montagne sulle quali si svolge l'azione. È poi mostrato colui che ha dato origine alla faida su cui si basa la storia, dopodiché il comico protagonista presenta gli interpreti principali, che appaiono contornati da una cornice. Questa presentazione in sé è piuttosto umoristica. (…) Il film è un lungometraggio divertente, e, mentre contiene una graziosa storia d'amore, ha molti elementi di commedia che dovrebbero farne un intrattenimento piacevole."
Sul Moving Picture World del 24 luglio 1915 possiamo leggere: "La storia di Thompson Buchanan a proposito di un reporter alle prime armi è commedia condita con dramma. Quando Douglas Fairbanks impersonava Steve Oldham sul palcoscenico c'erano più risate che brividi, poiché gli eventi della faida White-Renlow non potevano essere visualizzati a teatro allo stesso modo in cui ha potuto farlo il regista Maurice Tourneur nel suo film. Nella versione di The Cub per il grande schermo (…) la commedia non è sacrificata, per quanto la quantità di eventi drammatici eccede di molto quelli presenti nel lavoro teatrale originale. La trama di Buchanan si rivela adatta alla trasposizione cinematografica, più di alcune sceneggiature pensate appositamente per lo schermo, e la produzione rivela la solida capacità di un regista decisamente di prima classe. (…) Nonostante Martha Hedman, a motivo della sua ben meritata eminenza sui palchi teatrali, figuri come la star, il suo ruolo, per la natura stessa della storia, risulta secondario a quello interpretato in maniera altamente umoristica da Hines." Sullo stesso settimanale, in data 31 luglio 1915, viene rivelata una curiosità a proposito delle scene finali della distruzione della casa: "Mentre stava girando parte del film a Fort Lee, il regista Maurice Tourneur non è riuscito a dare fuoco alla casa come aveva intenzione; si è quindi risolto, in alternativa, a simulare, in alternativa a un incendio, un'esplosione."